# صموئيل هيل لورانس
صموئيل هيل لورانس (بالإنجليزية: Samuel Hill Lawrence)‏ هو عسكري أيرلندي، ولد في 22 يناير 1831 في كورك في جمهورية أيرلندا، وتوفي في 17 يونيو 1868 في مونتفيدو في الأوروغواي.